# Carlo Monza
Carlo Monza (* 1735 in Mailand; † 9. Dezember 1801 ebenda) war ein italienischer Komponist, Organist und Sänger.

## Leben
In seiner Heimatstadt Mailand war Carlo Monza einer der bekanntesten und beliebtesten Komponisten in der zweiten Hälfte des achtzehnten Jahrhunderts. Trotzdem gibt es aus der Zeit vor der Aufführung seiner ersten Oper Olimpiade nur wenige Hinweise auf ihn. Monza war vermutlich ein Schüler von Giovanni Battista Sammartini. Er hatte zwei Anstellungen, die erste im Jahre 1768, als Monza durch Sammartinis Fürsprache die Stelle des Organisten am Hof des Herzogs von Mailand hatte, die zweite 1775 nach Sammartinis Tod: Diejenige des herzoglichen „Maestro di capella“. Zu dieser Zeit hatte sich Monza bereits als wichtige Kraft im Mailänder Operleben etabliert. Charles Burney nannte ihn 1770 als einen der beiden besten Komponisten für die Mailänder Bühne. Im Jahr 1778 erhielt er den Posten des Kapellmeisters am Mailänder Dom. Abgesehen von drei Werken, die er in der Mitte der 1780er-Jahre inszenierte, beendete er seine Karriere als Opernsänger zu Gunsten der Ausübung der Kirchenmusik. In den 1780er-Jahren veröffentlichte Monza drei Sammlungen Instrumentalmusik, einschließlich seiner sechs Streichquartette Op. 2.
Die meisten seiner mehr als 20 Opern sind bis heute erhalten, fast ungewöhnlich für einen Komponisten aus dem 18. Jahrhundert, während ein Großteil seiner geistlichen Musik als verschollen gilt. Trotzdem befinden sich mehr als 200 Werke in den Archiven des Mailänder Doms. Seine Instrumentalkompositionen  bestehen aus einigen Sinfonien und Ouvertüren, Kammermusikwerken und Musik für Tasteninstrumente.

## Verwechslung
Carlo Monza wird gelegentlich mit dem um etwa 1680 geborenen Mailänder Komponisten Carlo Ignazio Monza verwechselt, von dem Igor Strawinski Melodien für sein Ballett Pulcinella verwandte.

## Rezeption
Im Jahre 2001 führte der Dirigent und Violinist Fabio Biondi Monzas Sinfonia La Tempesta di Mare auf, die ursprünglich die Ouvertüre zu seiner Oper Iphégenia in Tauride (1784) war; eines der wenigen erhaltenen Instrumentalwerke. Die Sinfonia zeigt auffallend dramatische Qualitäten, verbunden mit den Sturm-und-Drang-Elementen des 18. Jahrhunderts.